# Porta Inclyta

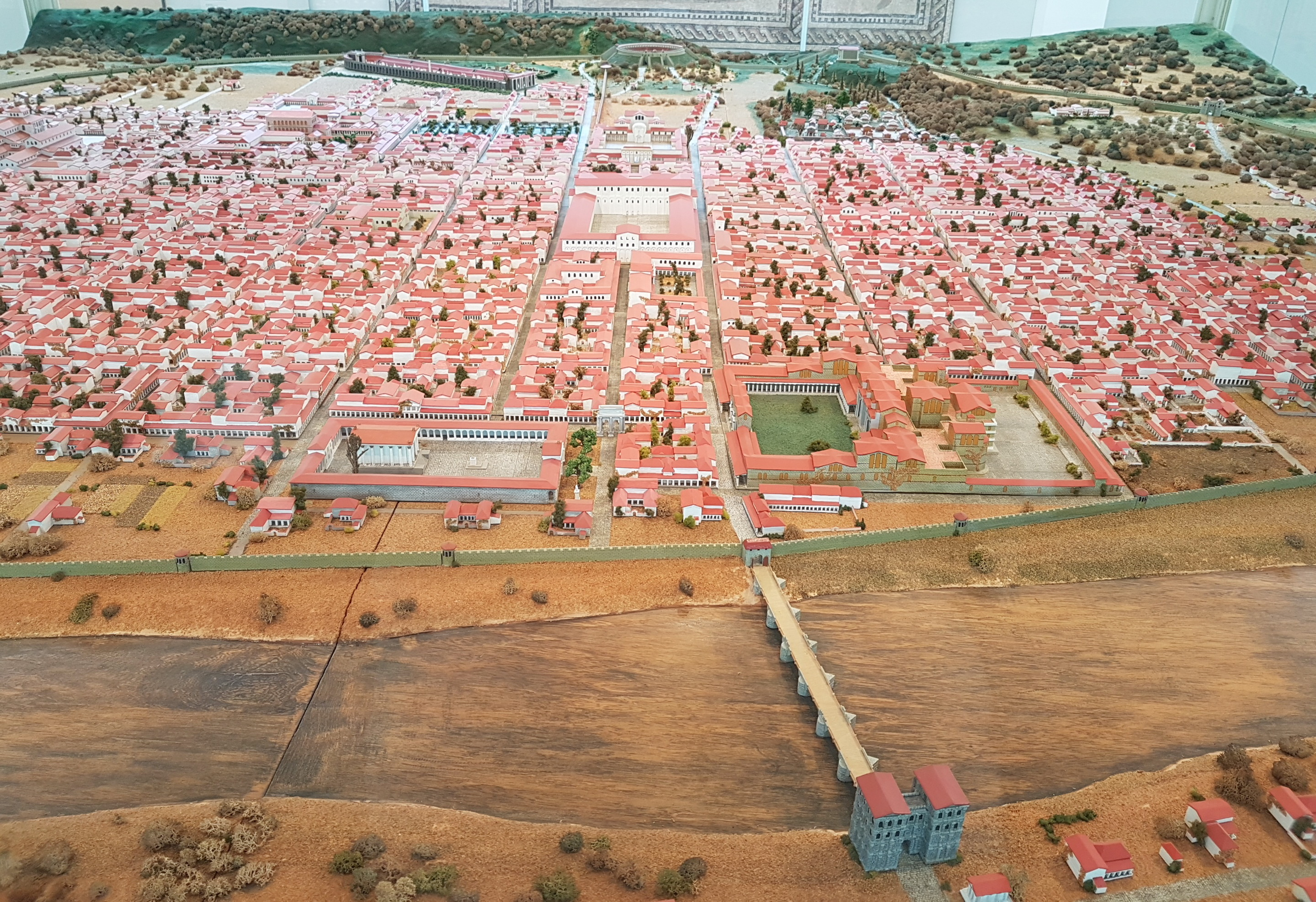
Porta Inclyta im Stadtmodell des römischen Trier (Rheinisches Landesmuseum Trier)

Die Porta Inclyta war ein im 2. Jahrhundert n. Chr. errichtetes Stadttor der Stadtmauer des Römischen Trier. Das Tor stand an einem der Brückenköpfe der Römerbrücke und ist wie die Porta Media nur durch Fundamentreste nachgewiesen, ohne dass deren genaue Zuordnung geklärt ist. Der Oberbau ist dem mittelalterlichen Steinraub zum Opfer gefallen. Besonders prächtig war laut der um 1050 entstandenen Hystoria Treverorum und der auf ihr fußenden Überlieferung in den gesta Treverorum der Stadtzugang gestaltet, den man sehen konnte, wenn man über die Römerbrücke in die Stadt kam – „bei Nacht erleuchtet wie die Sonne, der Mond und die Sterne, geschmückt mit Gold und kunstvoll gefertigten Edelsteinen“, wie die Hystoria Treverorum preist.
Die Lage des vermutlich im Zuge des mittelalterlichen Stadtmauerbaus im 12. Jahrhundert abgerissenen Tores ist bis heute nicht gesichert, da seit dem 19. Jahrhundert beiderseits der Mosel entsprechende Fundamente ausgegraben wurden. So kann das vermutlich der Porta Nigra ähnliche Tor auf der linken oder der rechten Moselseite gestanden haben.